# Leioproctus plebeius
Leioproctus plebeius är en biart som först beskrevs av Cockerell 1921.  Leioproctus plebeius ingår i släktet Leioproctus och familjen korttungebin. Inga underarter finns listade i Catalogue of Life.

## Bildgalleri

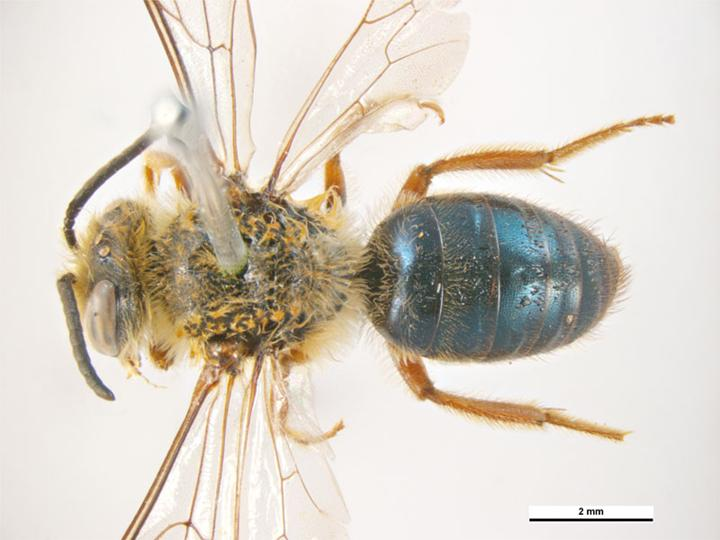